# Кумановска улица (Београд)
| Кумановска улица | Кумановска улица         |
| ---------------- | ------------------------ |
|                  |                          |
| Општина          | Звездара                 |
| Почетак          | Булевар краља Александра |
| Крај             | Крунска                  |
| Дужина           | 270 m                    |
| Ширина           | 15 m                     |
| Створена         | 1896.                    |
| Названа          | 1958.                    |
| Стари називи     | Улица Шуменковићева      |
|                  |                          |
|                  |                          |
| Кумановска улица |                          |

Кумановска улица се налази се на Општини Врачар, код хотела Метропол. Протеже се правцем од Булевара краља Александра број 82, поред улица кнегиње Зорке и Браће Недића до Крунске улице у дужини од 250 m.

## Име улице
Ова улица је имала више назива, 1896. године се наводи као Шуменковићева, а 1909. године као део улице Софија. Од 1958. године носи назив Кумановска улица. Име је добила по граду у Македонији Куманову, где се одиграла и чувена битка, Кумановска битка.

### Куманово
Куманово је града у Македонији, на јужном крају прешевско-кумановске удолине. Име места потиче од Кумана, народа турског порекла, које је византијски цар Јован III Дука Ватац насељавао по Тракији и Македонији.

### Кумановска битка
Чувена Кумановска битка се одиграла у Куманову 1912. године. Кумановска битка је означила почетак ангажовања Срба да оружаним акцијама елиминушу Турке из Вардарске долине.

## Објекти и установе у Кумановској улици
- Кумановска бр. 12, Кобра филм, филмска кућа[3]
- Кумановска бр. 11, Дечији вртић Чаролија, предшколска установа[3]

## Суседне улице
- Булевар краља Александра
- Кнегиње Зорке
- Крунска
- Браће Недића

## Значајне институције у околини
- Универзитетска библиотека „Светозар Марковић“
- Електротехнички факултет
- Грађевински факултет
- Архитектонски факултет
- Технолошко-металуршки факултет
- Архив Србије
- Правни факултет
- Хотел Метролол Палас